# 賓夕凡尼亞州第一國會選區
賓夕凡尼亞州第一國會選區是美国宾夕法尼亚州的聯邦國會選區之一。
賓夕法尼亞州最高法院於2018年2月重新繪製了州議會選區地圖，因為之前的地圖因黨派分裂而違憲；先前的第一選區在地理上被新重新劃定的第二選區接替，該選區於2018年11月6日選舉了第十三選區的現任者布倫丹·博伊爾。
新的第一選區與原第八選區相似，新選區將在2018年的選舉和其後的代表中生效。